# Gloucester City Association Football Club
El Gloucester City Association Football Club es un equipo de fútbol de Inglaterra que juega en la Conference North, la sexta división nacional.

## Historia

### Formación y primeros años
El club se formó el 5 de marzo de 1883 como Gloucester, pero el primer partido registrado se produjo entre 1883 y 1884, cuando un equipo scratch que representaba a Cheltenham jugó un partido contra el nuevo equipo de Gloucester. Sin embargo, el primer equipo de Gloucester se retiró en 1886. El club se volvió a formar en septiembre de 1889. El primer juego competitivo de Gloucester en octubre de 1889 fue una eliminatoria de la primera ronda de la Gloucestershire FA Junior Challenge Cup que venció a las Reservas de la Clifton AFC por 10-0 en Budding's Field.
El club se convirtió en miembro de la Bristol and District League, que posteriormente se convirtió en la Western League. Durante esta época, el club fue conocido como "The Gloucestrians" y "The Citizens" en los medios locales. El club pasó a llamarse "Gloucester City" en 1902 y luego se fusionó con St. Michael's al comienzo de la campaña 1906-07. Este club desapareció en septiembre de 1910. Al mismo tiempo se formó un equipo diferente, Gloucester YMCA, y la mayoría de los jugadores que habían estado con el City se unieron al nuevo club.
En 1925 este último club había asumido una vez más el nombre de Gloucester City y se había convertido en miembro fundador de la Gloucestershire Northern Senior League. En la temporada de 1934-1935, después de ganar tanto la Copa como la Liga, el City se volvió semiprofesional y se unió al Birmingham Combined, además de mudarse a un nuevo estadio en Longlevens, donde el club permaneció durante los siguientes 26 años.
Ganaron la Copa Tillotson por ser el mejor club de la Combinación de Birmingham, y luego el ex delantero del Chelsea FC y Wolverhampton Wanderers FC, Reg Weaver, batió todos los récords con su impresionante cuenta de 67 goles en la temporada 1937-38.

### Entrada a la Liga Sur y éxito en la copa
En 1939 el club jugó por primera vez en la Southern Football League, aunque en una competición restringida en tiempos de guerra, ya que participaba en la sección oeste. Después de la guerra, el City se reincorporó a la Liga del Sur y se convirtió en el miembro con más años de servicio en la liga. Durante tres temporadas consecutivas, entre 1948 y 1951, el club alcanzó la Primera Ronda de la FA Cup, perdiendo cada vez ante rivales de categoría nacional: Mansfield Town FC (1-4 como visitante), Norwich City FC (2-3 en casa) y Bristol City FC (0–4 de visitante). El récord de asistencia de todos los tiempos del club se estableció en Longlevens en 1952, cuando Stan Myers y Peter Price anotaron para vencer al Tottenham Hotspur por 2-1 frente a 10 500 espectadores, un equipo que incluía a las superestrellas de la época, como el futuro ganador de la Copa del Mundo Alf Ramsey, Ted Ditchburn, Charlie Withers y Les Medley.
Gloucester tardó hasta la temporada 1955-56 en saborear su primer éxito en la Liga del Sur. Una famosa victoria en la final de la Copa de la Liga del Sur contra Yeovil Town FC en la que el City había perdido el partido de ida 4-1, solo para vencer a Yeovil 5-1 en el partido de vuelta, le valió al club su primer gran título.

### Era de Horton Road
En 1964 el club volvió a trasladar de estadio, de Longlevens al enorme estadio Horton Road, más cerca del centro de Gloucester, que posiblemente podría albergar a más de 30 000 personas si estuviera lleno. Aunque Gloucester City fue ascendido a la Primera División de la Liga de Fútbol del Sur en la temporada 1968-69, en general fue una etapa estéril.
En la temporada 1981-82, un sexto puesto fue suficiente para hacerse con un lugar en la reformada Primera División. También fueron subcampeones de la Copa de la Liga, perdiendo 1-2 ante Wealdstone FC, que incluía al futuro capitán de Inglaterra, Stuart Pearce, en sus filas.
A pesar de que Kim Casey anotó 40 goles, el club descendió a la División Midland en 1984-85, después de tres temporadas en la Primera División.

### Meadow Park y una famosa carrera de la Copa FA
En 1986 el club se trasladó una vez más, esta vez a Meadow Park. El terreno de Horton Road se convirtió en una urbanización que ahora ostenta los nombres de leyendas de la ciudad: (Stan) Myers Road, (Dicky) Etheridge Place y (Ron) Coltman Close, entre otros. Brian Godfrey, exjugador del Aston Villa FC y Gales, fue nombrado entrenador en 1988 y marcó así una era de éxitos.
Jugadores como Lance Morrison, Steve Talboys, Wayne Noble, Chris Townsend y Brian Hughes consiguieron el título de la División Midland de la Liga Sur en 1989, consiguiendo la corona en casa contra Grantham Town FC. El trofeo de la Liga fue entregado al club en el estadio The Walks de King's Lynn en el último día de una dura campaña.
El siguiente gran logro de los años de Godfrey fue la famosa FA Cup de 1989/90, que aún no ha sido igualada. Vencieron a Mangotsfield United FC (4-0), Barry Town FC (2-2, 2-0), Folkestone FC (1-0) y Dorchester Town FC (1-0) antes de que el City sufriera una angustia en la repetición contra el Cardiff City FC después de ser 2-0 arriba en Ninian Park con sólo cinco minutos para el final. El club fue derrotado por 1-0 en la repetición en Meadow Park, perdiéndose un encuentro con el QPR de Primera División.
En el invierno de 1990 el Gloucester experimentó la peor nevada en un siglo y cuando llegó el deshielo, el río Severn inundó todas las llanuras aluviales locales. El efecto en cadena de la inundación produjo escenas increíbles en Meadow Park cuando la cancha quedó sumergida bajo 4 pies (1,2 m) de agua y todo el terreno estuvo fuera de servicio durante más de un mes. Sin embargo, en el primer partido en Meadow Park, el City derrotó a Gosport Borough FC por 9-0.

### Desamor y deuda de promoción de última hora
La temporada 1990-91 fue una de las más emocionantes jamás vistas en el club. Godfrey añadió varios jugadores de calidad a su equipo mientras el City luchaba por el título de liga. Cuando la temporada llegó a su clímax, el martes antes del final de la temporada, Gloucester City necesitaba vencer al VS Rugby en casa para llegar a la cima de la tabla, pero solo pudo lograr un empate 2-2, por lo que todo fue en el último día del campeonato. Fue la última temporada en el Victoria Ground, el hogar de Bromsgrove Rovers FC.
Farnborough FC viajó para enfrentar al Atherstone FC necesitando ganar, y perdió 0-1 para el deleite de los miles de fanáticos del City que viajaron. En los minutos finales, el suplente John Freegard cabeceó un tiro libre largo que había puesto a los Tigres por delante. Mientras tanto, el Farnborough FC había marcado, mientras los fanáticos del City estaban en el campo celebrando el campeonato y el ascenso a la Conference National, pero todo lo que habían escuchado eran informes de radio prematuros de Atherstone; De hecho, el Farnborough había marcado el gol de la victoria tres minutos antes del final del partido y, en su lugar, ascendieron.
En julio de 1991 el club se convirtió en el primer club de fútbol británico en aventurarse en el recién independizado país de Georgia para una gira de verano, jugando contra el Napareuli de segunda división, el Mesxti y el FC Shevardeni-1906 Tbilisi de la Umaglesi Liga. El club recibió en Meadow Park a equipos europeos durante este período, como el FC Dinamo Minsk de Bielorrusia y el Gornik Zabrze de Polonia.
En la temporada 1991-92 el City recibió la noticia de que el presidente Les Alderman había abandonado el club. La plantilla quedó desgarrada: los jugadores más importantes fueron liberados por sumas irrisorias, algunos no pagaron y llevaron el club a la FA y forzaron un embargo de transferencias. Brian Godfrey fue despedido y reemplazado por su asistente Steve Millard. Millard sólo duró tres meses en lo que fue un período desastroso. En febrero, Godfrey fue reelegido para ocupar el banquillo y empezó a cambiar las cosas de nuevo. El club sobrevivió las siguientes temporadas bajo la dirección del presidente George Irvine. El club tenía deudas abrumadoras y estaba a punto de quebrar cuando intervino Keith Gardner.

### Los años de gloria y la carrera del FA Trophy
Gardner trajo entusiasmo al club y nombró al ex técnico de Cheltenham Town FC, John Murphy, cuando el club entró en el período más emocionante de su historia. Gardner quería convertir toda la zona de 'Meadow Park' en un centro de fútbol, con un estadio con capacidad para todos los asientos, un centro de ocio, una pista de hielo y un campo apto para todo tipo de clima. Sus ambiciones también se vieron correspondidas en el campo: después de ver cómo el club se las arreglaba con jugadores locales, se trajo talento de más lejos y los Tigres se convirtieron en una fuerza a tener en cuenta. Un partido memorable durante el período fue cuando Dave Porter anotó el único gol en la victoria por 1-0 sobre sus rivales Cheltenham Town FC en Whaddon Road en 1994.
Pronto se hizo evidente que Murphy no tenía lo necesario para convertir a un buen equipo en Campeones y fue despedido en marzo de 1996. El ex delantero del West Ham United, Leroy Rosenior, asumió el cargo y tuvo que reconstruir prácticamente el equipo desde cero después de que la mayoría de los jugadores abandonó tras el despido de Murphy.
Dale Watkins, Adie Mings y el fichaje discográfico David Holmes formaron una de las líneas del frente más potentes del fútbol fuera de la liga y no fue una sorpresa ver a los Tigres luchando en todos los frentes. A pesar de tener que jugar contra el entrenador Leroy Rosenior en la portería contra Kingstonian FC en su primer partido en el FA Trophy, el City logró llegar a la semifinal antes de ser derrotado por Dagenham & Redbridge después de una dramática repetición.
La carrera por la copa resultó ser una espina clavada para el City, ya que tuvieron que jugar tres partidos a la semana para recuperar los partidos pendientes y finalmente perdieron ante Cheltenham Town FC en la carrera por el segundo puesto (después de que el terreno del Gresley Rovers FC fuera considerado no elegible para la promoción).

### Descenso y casi en quiebra
El hecho de no conseguir el ascenso paralizó al club mientras el City luchaba por mantenerse a flote. Siguió un tiovivo gerencial. Brian Hughes probó suerte, pero la disminución del presupuesto de juego y las malas actuaciones significaron que el club descendió.
Para agravar la situación, justo antes de la Navidad de 2000, el Meadow Park recibió otro martillazo cuando el río Severn se desbordó por segunda vez en una década; el agua de la inundación causó más daño que antes porque alcanzó poco menos de 7 pies (2,1 m). de alto, y también logró entrar a los vestuarios, arruinando todo lo que se interpuso en su camino. El club no pudo celebrar partidos en el campo durante más de seis semanas. La falta de ingresos del club estuvo a punto de hundirse y provocó que por falta de pago de jugadores varios abandonaran el club.
Tommy Callinan asumió el cargo de jugador-entrenador y se fue al final de la temporada 2000-01. El siguiente en probar suerte fue Chris Burns, quien fue tentado a regresar de Forest Green Rovers FC y trajo consigo un grupo de jugadores jóvenes en gran medida inexpertos para adaptarse a la estructura salarial limitada.
En noviembre de 2001 el exdirector Colin Gardner regresó al club para asumir la presidencia. Trabajando mano a mano con la Peña, juntos estabilizaron el barco. En el campo las cosas estaban mejorando con el nuevo entrenador Chris Burns transformando a su antiguo equipo juvenil del City en una fuerza a tener en cuenta.

### Rebotando
La temporada 2002-03 vio al club recuperarse. Fuera del campo, se llegó a un acuerdo entre el club y el empresario local Eamonn McGurk, quien compró el terreno y asumió la mayoría de las deudas del club. Económicamente, el club obtuvo por primera vez beneficios comerciales y estuvo a punto de saldar todas las deudas históricas. Para aumentar la recuperación, en el campo el joven equipo de Burns derrotó a muchos de los rivales más imaginados y alcanzó los cuartos de final del FA Trophy. La racha incluyó victorias memorables ante el líder de la liga Merthyr Tydfil FC, y luego dos victorias ante equipos de la Conferencia, Woking FC y Southport FC. Sin embargo, el Aylesbury United FC de la Istmian League resultó ser un desafío demasiado grande y el City se retiró. En la liga, el quinto puesto fue un logro notable.
La temporada 2003-04 vio un mayor progreso con los Tigres terminando segundos en la División Oeste y consiguiendo el ascenso a la Primera División. Al final de la temporada, Colin Gardner dejó su cargo de presidente con un resultado muy respetado. Chris Burns renunció como entrenador en enero de 2006, Neil Mustoe asumió el cargo de gerente interino hasta que se hizo el nombramiento permanente de Tim Harris proveniente del Merthyr Tydfil FC.

### Inundaciones, ascensos y exilio

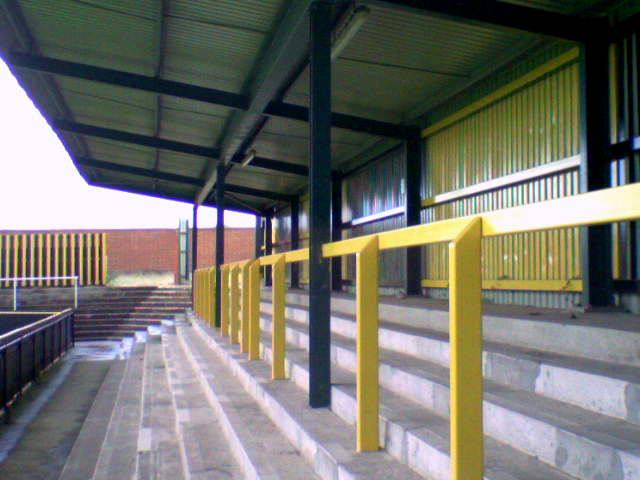
Gradería del Meadow Park.

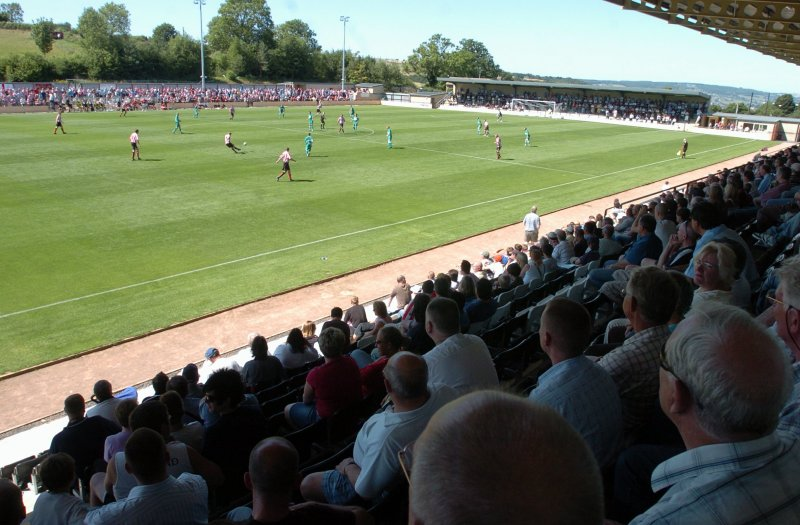
El New Lawn, sede del Gloucester City en la temporada 2007–08.

En julio de 2007 la casa de Gloucester City, el Meadow Park, se vio afectada por la inundación de Gloucestershire que afectó al condado. El palo fue alcanzado por casi 13 kilómetros (8 millas) de agua, casi sumergiendo el travesaño. Una imagen sorprendente, publicada en The Sun, Sky News y la BBC, llamó la atención nacional sobre el club, tanto en los medios como entre los aficionados al fútbol de todo el país. Esto provocó que muchos de los seguidores del club iniciaran un fondo de donaciones para ayudar al club.
La primera temporada del club en el exilio fue ante el Forest Green Rovers FC en el New Lawn Stadium, a pesar de la pérdida de un estadio y un flujo de ingresos, el club terminó en un meritorio sexto lugar en la liga, justo fuera de los Playoffs.
La segunda temporada del club en el exilio en Cirencester Town resultó ser una de las mejores de su historia. El club terminó tercero en la Southern Premier League, clasificándose así para los Playoffs. En la semifinal de los playoffs de la Liga Sur, vencieron al Cambridge City FC por 3-1 en el Corinium Stadium. Pasaron a jugar contra Farnborough FC en la final en Cherrywood Road y ganaron 1-0 con Matt Rose anotando el gol crucial, poniendo fin a una racha de 70 años en la Southern Football League y obteniendo el ascenso a Conference South por primera vez. Un logro bastante notable teniendo en cuenta la situación del club.
En una decisión controvertida, The Football Association colocó al Gloucester City en la Conference North para la temporada 2009-10. La razón dada fue que Worcester City FC, a pesar de estar considerablemente más al norte que Gloucester y Cirencester, recibió una garantía después de ser trasladada a la Conference South el año anterior en contra de su voluntad de que no sería trasladada de regreso al Norte por tres temporadas sin su consentimiento. El Worcester City FC se negó a dar su consentimiento para un pronto regreso al norte, lo que obligó a Gloucester a ocupar su lugar. El club terminó 18.º en su primera temporada en la Conference North.
Cerca del final de la primera temporada del club en la Conference North, las nuevas regulaciones de la FA significaron que el Corinium Stadium en Cirencester Town no sería adecuado para su uso en la siguiente temporada, lo que significa que si el club no lograba encontrar un nuevo hogar adecuado, sería relegado por la fuerza. En marzo de 2010 se anunció que el club compartiría terreno con sus principales rivales, el Cheltenham Town FC, durante las próximas dos temporadas. El Ayuntamiento de Gloucester proporcionó 20 000 £ para ayudar a este acuerdo, presagiando una nueva era en la cooperación entre el club y el consejo, y con Cheltenham Town FC.
El 21 de noviembre de 2010 en un partido contra el Chelmsford City FC, el mediocampista Tom Webb se convirtió en el poseedor de apariciones de todos los tiempos del club, superando a Stan Myers, que había batido el récord 50 años antes.
En la temporada 2012-13 el club alcanzó la primera ronda de la FA Cup por primera vez en 23 años, enfrentándose al Leyton Orient FC de la Football League One en casa. Finalmente perdieron 0-2 con dos goles tardíos. El club repitió este éxito la temporada siguiente, empatando en casa con el Fleetwood Town FC de la Football League Two, y también perdió por 0-2.
Para la temporada 2017-18 el club volvió a la Liga Nacional Sur. El entrenador Tim Harris y el presidente Mike Dunstan expresaron su decepción por la decisión. Además, el club se vio obligado a jugar partidos en casa fuera de Gloucestershire por primera vez en su historia. Después de la conclusión del acuerdo de terreno compartido con Cheltenham Town FC, la única opción viable del club era compartir terreno con el Evesham United de la Liga Sur en Worcestershire, mientras continuaba la construcción del nuevo estadio en el antiguo sitio de Meadow Park.
El 30 de noviembre de 2017 el técnico Tim Harris renunció a su cargo citando que el club "necesita cierta inversión, cierta estructura y perspicacia comercial si quiere mantener alguna esperanza de regresar a casa a este nivel". Harris pronto fue seguido por el presidente Mike Dunstan, el entrenador asistente del primer equipo Marc Richards, el utilero, el oficial de medios y el contador del club, quienes citaron las mismas razones para irse que Harris. El jugador y entrenador Will Morford se convirtió en entrenador interino hasta el 15 de diciembre de 2017, cuando el exjugador y asistente del entrenador Marc Richards regresó y fue nombrado entrenador, y Morford se convirtió en jugador y asistente del entrenador. Con Richards, el City se alejó de la zona de descenso y el club logró un pequeño impulso en los playoffs, lo que le valió a Richards el premio al Entrenador del Mes de febrero antes de terminar en un respetable puesto 14.
El 2 de octubre de 2018, se anunció que Marc Richards abandonaría el club de mutuo acuerdo. Más tarde se uniría al ex entrenador del City Tim Harris en el Hereford FC junto con el subdirector Will Morford y el analista de rendimiento del club. Tom Webb y Mike Green asumieron el papel conjunto de administrador interino.
Cuando comenzó la búsqueda de un nuevo entrenador, el 5 de octubre de 2018, la leyenda del club y poseedor del récord de apariciones, Tom Webb, anunció su retiro de su carrera como jugador. Webb hizo 719 apariciones para el club en una carrera que abarcó 18 años.
El 10 de octubre de 2018, la búsqueda terminó y Chris Todd fue anunciado como el nuevo entrenador del primer equipo luego de una victoria por 3-0 en la FA Cup ante el Dorking Wanderers FC. Sin embargo, el 3 de enero de 2019, Todd abandonó el club de mutuo acuerdo después de una racha de 15 partidos sin ganar.
El 8 de enero de 2019 el City nombró entrenador al exjugador Mike Cook. A él se unieron otros exintegrantes de los Tigres, Karl Bayliss y Andy Hoskins, mientras que Tom Webb y Mike Green fueron contratados para completar el cuerpo técnico. Los resultados mejoraron y una dramática victoria por 3-2 contra Chippenham Town FC confirmó nuevamente el estatus de Gloucester en la Liga Nacional.
El 18 de abril de 2019 el club anunció un cambio en la insignia, alejándose del logotipo del Tigre y adoptando un nuevo logotipo que abarca el escudo de armas de Gloucestershire, la catedral de Gloucester, los muelles de Gloucester y el horizonte de la ciudad. El color del uniforme también cambiará de amarillo y negro a un uniforme predominantemente rojo a partir de la temporada 2019/2020.
El 16 de noviembre de 2019 el técnico Mike Cook fue despedido como técnico del Gloucester City y el club se encontraba en la mitad de la tabla de la Liga Nacional Norte. Rápidamente se nombró un reemplazo: el ex entrenador del West Ham United, James Rowe, quien se convirtió en el primer entrenador designado a tiempo completo del club. Las obras del nuevo estadio comenzaron el 5 de enero de 2020 y la fecha de finalización prevista es el inicio de la temporada 2020-21.
La temporada 2019-20 terminaría convirtiéndose en una de las más históricas en la historia del fútbol cuando la pandemia de COVID-19 paralizó el mundo y los campos de fútbol. La temporada se interrumpió en marzo de 2020 y, en el momento de la decisión, el City se encontraba en la posición 19, pero finalmente saltaría al puesto 17 ya que la temporada se decidió en puntos por partido. El último partido del City en el exilio fue una victoria en casa por 2-1 en Evesham contra el Farsley Celtic FC. Mientras tanto, el trabajo continuó fuera de temporada en el nuevo estadio y estuvo listo a tiempo para la temporada 2020-21.

### Regreso a Gloucester
Después de 13 años en el exilio, el City regresó a Gloucester a tiempo para la temporada 2020-21. Lamentablemente, debido a la pandemia de COVID-19, el reinicio de la temporada quedó en duda. Debido a que la Liga Nacional obtuvo el estatus de 'Élite' para completar los play-offs de la temporada anterior, ahora existía el problema, como era el caso con todos los deportes de 'Élite', de que a los espectadores no se les permitía asistir a partidos y clubes. necesitaba este flujo de ingresos para sobrevivir. Después de acordar un paquete financiero con el gobierno, la temporada pudo comenzar.
El primer partido competitivo en New Meadow Park fue el 6 de octubre de 2020, cuando el City recibió a Kettering Town FC en un partido de liga a puerta cerrada con el City ganando 3-1 y el honor del primer gol competitivo en el nuevo estadio fue para Alex Whittle. El City salió volando al comienzo de la temporada 2020-21 registrando 7 victorias y 2 empates en sus primeros 9 partidos de liga, lo que fue el mejor comienzo de una campaña de liga desde la Segunda Guerra Mundial. El 24 de noviembre de 2020, tras el interés del ex club Chesterfield FC de la Football League, James Rowe se fue a los Spireites. Jake Cole se hizo cargo temporalmente de las tareas del primer equipo hasta que Paul Groves fue nombrado el 8 de diciembre de 2020. La campaña de la Liga Nacional se detuvo en febrero de 2021 con el City en la cima de la liga. Tras una votación entre los clubes, se anunció que el segundo paso del fútbol fuera de la liga cesará con efecto inmediato después de una votación de 24 a 19 a favor de poner fin a la campaña actual, ya que las implicaciones financieras de la pandemia de coronavirus continúan pasando factura a los niveles de la pirámide del fútbol por debajo de la EFL.
Después de un comienzo desastroso de la temporada 2021-22, incluida una humillante derrota por 0-9 ante el Chorley FC, Paul Groves fue despedido y reemplazado por Lee Mansell, nacido en Gloucester, quien estabilizó el barco y le valió al City un puesto 17. La temporada siguiente, sin embargo, empezó mal para Mansell y fue sustituido por Steven King. El City ganó la oportunidad de competir en los play-offs luego de una dramática victoria por 4-3 sobre el Chorley FC en el New Meadow Park en el último día de la temporada 2022-23, que terminó en el séptimo lugar. Esto preparó un play-off de cuartos de final ante el Brackley Town FC. El partido llegó a los penaltis después de que los dos equipos no pudieran separarse durante el tiempo normal y el extra, y el equipo de Northamptonshire ganó la tanda de penaltis 5-3.
La temporada de veda trajo muchos cambios en New Meadow Park. Tras la conclusión de la temporada, se anunció que Steven King dejaría el club citando que los clubes volvieron a un modelo a tiempo parcial, y el ex portero del Blackburn Rovers FC y ganador de la FA Premier League, Tim Flowers, fue nombrado como su reemplazo. El club también cambió fuera del campo, ya que Patrick y Nicky Chambers, anteriormente de Hungerford Town FC, asumieron la gerencia del club.

## Estadio
El club ha cambiado de sede en varias ocasiones a lo largo de su historia:
| Periodo       | Estadio                           |
| ------------- | --------------------------------- |
| 1883–1895     | Buddings Field                    |
| 1895–1896     | Avenue Road Ground                |
| 1896–1897     | Co-operative Field                |
| 1897–1898     | Buddings Field                    |
| 1898–1902     | Avenue Road Ground                |
| 1902–1913     | Buddings Field                    |
| 1913–1925     | Llanthony Ground                  |
| 1925–1926     | Avenue Road Ground                |
| 1926–1927     | Buddings Field                    |
| 1927–1933     | Sutgrove Park                     |
| 1933–1936     | Bon Marche Ground                 |
| 1936–1964     | The Ground at Longlevens          |
| 1964–1986     | Horton Road Stadium               |
| 1986–2007     | Meadow Park                       |
| 2007–2008     | The New Lawn, Nailsworth          |
| 2008–2010     | The Corinium Stadium, Cirencester |
| 2010–2017     | Whaddon Road, Cheltenham          |
| 2017–2020     | Jubilee Stadium, Evesham          |
| 2020–presente | New Meadow Park, Gloucester       |

## Rivalidades
Su principal rival es el Cheltenham Town FC, equipo de la ciudad vecina de Cheltenham y con quien por más de un siglo han tenido rivalidades en varios deportes por ser de la misma región, habiendo disputado más de 200 partidos entre sí. También tiene como rival al Forest Green Rovers FC, la cual es más reciente por el hecho de haber compartido la misma sede durante el periodo de exilio del club.
Otra rivalidad es con el Worcester City FC llamada Derby de Severn, agudizada cuando ambos equipos jugaban en la Conference North y por estar cerca del río Severn y por la cercanía de sus dos catedrales. También tiene una rivalidad con el Hereford FC que deriva del desaparecido Hereford United FC con el que se habían enfrentado en más de 40 ocasiones, y más porque ambos equipos se han enfrentado varias veces en la Conference North.

## Récords
- Mejor ubicación en liga: 2.º en Southern League Premier Division, 1990–91 (Sexta categoría nacional)
- Mejor aparición en la FA Cup: Segunda ronda, 1989–90 v Cardiff City
- Mejor aparición en la Copa de Gales: Cuartos de final, 1958–59 v Cardiff City
- Mejor aparición en la FA Trophy: Semifinales, 1996–97 v Dagenham & Redbridge
- Fichaje más caro: 25 000, £ Steve Fergusson, Worcester City 1990–91
- Traspaso más alto: 25 000 £ Ian Hedges, AFC Bournemouth, 1989–90
- Récord de Asistencia:
  - Longlevens: 10 500 v Tottenham Hotspur, amistoso 1952
  - Horton Road: 7500 v Wimbledon, amistoso 1966
  - Meadow Park: 4500 v Dagenham & Redbridge, FA Trophy Semifinal, abril 1997
- Mayor victoria: 16–0 v Army 'G', febrero 1942. (durante la guerra), 12–1 v Bristol Saint George, abril 1934. (periodo de tregua)
- Peor derrota: 0–14 v Brimscombe F.C., enero 1923.
- Más apariciones: Tom Webb, 719 entre 2000 y 2018.
- Más goles: Jerry Causon, 219 goles entre 1930 y 1936.

## Palmarés
- Midland Division (1): 1988–89
- Southern League Cup (1): 1955–56
- Merit Cup (1): 1968–69
- Birmingham Combination Tillotson Shield (1): 1935–36
- Gloucestershire Northern Senior League (1): 1933–34
- North Gloucestershire League (2): 1907–08, 1908–09
- Gloucester and District League (3): 1897–98, 1899–1900, 1903–04
- Cheltenham and District League (1): 1906–07
- Mid Gloucestershire League (3): 1898–99, 1899–1900, 1900–01
- Gloucestershire FA Senior Professional Cup (18): 1950, 1951, 1953, 1955, 1956, 1958, 1966, 1969, 1970, 1975, 1979, 1980, 1981, 1983, 1984, 1991, 1993, 1996.
- Gloucestershire FA Senior Amateur Cup (1): 1931–32
- Gloucestershire FA Junior Cup (1): 1902–03
- Severn Sport Shield (1): 2018–19

## Entrenadores
- 1931  Maurice Hukin
- 1938  Albert Prince-Cox
- 1938  Joseph Selby Thomas
- 1940  William S. Blunn
- 1946  Cyril Dean
- 1948  Jack F. Whiting &
- 1948  Douglas Hunt
- 1952  Jimmy Buist
- 1954  Harry Ferrier
- 1959  Ollie Norris
- 1960  Frank Tredgett
- 1960  Phillip Friel (interino)
- 1960  Maurice Hukin
- 1962  Ron Humpston
- 1963  Joe Hyde (interino)
- 1963  Tommy Casey
- 1965  Bobby Grant
- 1966  Cyril Williams
- 1967  Dick Etheridge (interino)
- 1967  Harold Fletcher
- 1968  Ian McIntosh
- 1969  Dick Etheridge
- 1970  Rob Coldray
- 1970  Dick Etheridge
- 1970  John Preece
- 1971  Dick Etheridge (interino)
- 1971  Ian McIntosh
- 1972  Dick Etheridge
- 1973  Bobby Etheridge
- 1976  Colin Moulsdale
- 1977  Bob Mursell
- 1980  Dick Etheridge (interino)
- 1980  Bobby Campbell
- 1982  John Layton
- 1982  Bob Mursell
- 1984  Tony Freely
- 1985  Bobby Etheridge (interino)
- 1985  Paul Richardson
- 1985  Steve Scarrott
- 1987  Brian Godfrey
- 1991  Steve Millard (interino)
- 1992  Brian Godfrey
- 1994  Gary Goodwin &  Brian Hughes (interino)
- 1994  John Murphy
- 1996  Leroy Rosenior
- 1998  Brian Hughes
- 2000  Tommy Callinan
- 2001  Chris Burns
- 2006  Neil Mustoe &  Adie Harris (interino)
- 2006  Tim Harris
- 2008  David Mehew
- 2014  Tim Harris
- 2017  Will Morford (interino)
- 2017  Marc Richards
- 2018  Tom Webb &  Mike Green (interino)
- 2018  Chris Todd
- 2019  Tom Webb &  Mike Green (interino)
- 2019  Mike Cook
- 2019  James Rowe
- 2020  Jake Cole (interino)
- 2020  Paul Groves
- 2021  Lee Mansell
- 2022  Steven King
- 2023  Tim Flowers